# Équipe cycliste HTC-Highroad
L'équipe cycliste HTC-Highroad est une formation américaine, basée à San Luis Obispo en Californie, de cyclisme professionnel sur route ayant existé de 2008 à 2011. L'équipe prend la suite de l'équipe allemande sponsorisée par Deutsche Telekom jusqu'en 2003, puis T-Mobile jusqu'en 2007. Elle fut notamment l'équipe de Bjarne Riis et Jan Ullrich lorsqu'ils remportèrent le Tour de France en 1996 et 1997, ainsi que du sprinter Erik Zabel, vainqueur de la Coupe du monde en 2000. Touchée par plusieurs affaires de dopage en 2006 et 2007, elle a changé de nom début 2008 à la suite du retrait du sponsor T-Mobile pour devenir High Road et ceci jusqu'au 17 juin 2008. Depuis cette date l'équipe se nomme Columbia et ceci à partir du Tour de France 2008. En 2010, HTC devient le sponsor principal. Le 4 août 2011 Bob Stapleton, le manager général de l'équipe, annonce que l'équipe se retire au terme de la saison en cours, faute de nouveau sponsor.

## Sponsors de l'équipe
En raison de retrait du sponsor T-Mobile, l'équipe High Road commence l'année 2008 sans sponsor principal. Elle apparaît en début d'année sous le nom de la société de management sportif High Road Sports, titulaire de sa licence depuis 2007. Malgré l'absence de sponsor-titre, l'accord trouvé avec T-Mobile et les apports d'autres sponsors et de donateurs anonymes permettent, d'après le manager Bob Stapleton, d'« avoir assez d'argent pour faire tourner l'équipe pendant deux ans sans sponsor principal ».
En juin, l'équipementier sportif Columbia Sportswear Company signe un contrat de sponsoring pour la période de juillet 2008 à fin 2010. L'équipe prend le nom de Team Columbia à partir du Tour de France 2008. Au début de l'année 2009, ce nom est Columbia-High Road. Ce partenariat et le changement de nom qu'il occasionne concernent également l'équipe féminine Columbia Women.
En juin 2009, le fabricant de téléphones mobiles HTC s'engage comme sponsor-titre de l'équipe à compter du Tour de France et jusque fin 2011. Ce partenariat inclut également l'équipe féminine. Les deux équipes prennent le nom de Columbia-HTC. HTC a l'intention de devenir le sponsor principal de l'équipe.
En 2008, l'équipe a roulé sur des cycles Giant. En 2009, elle est équipée par Scott.

## Histoire de l'équipe

### Team High Road/Columbia-High Road

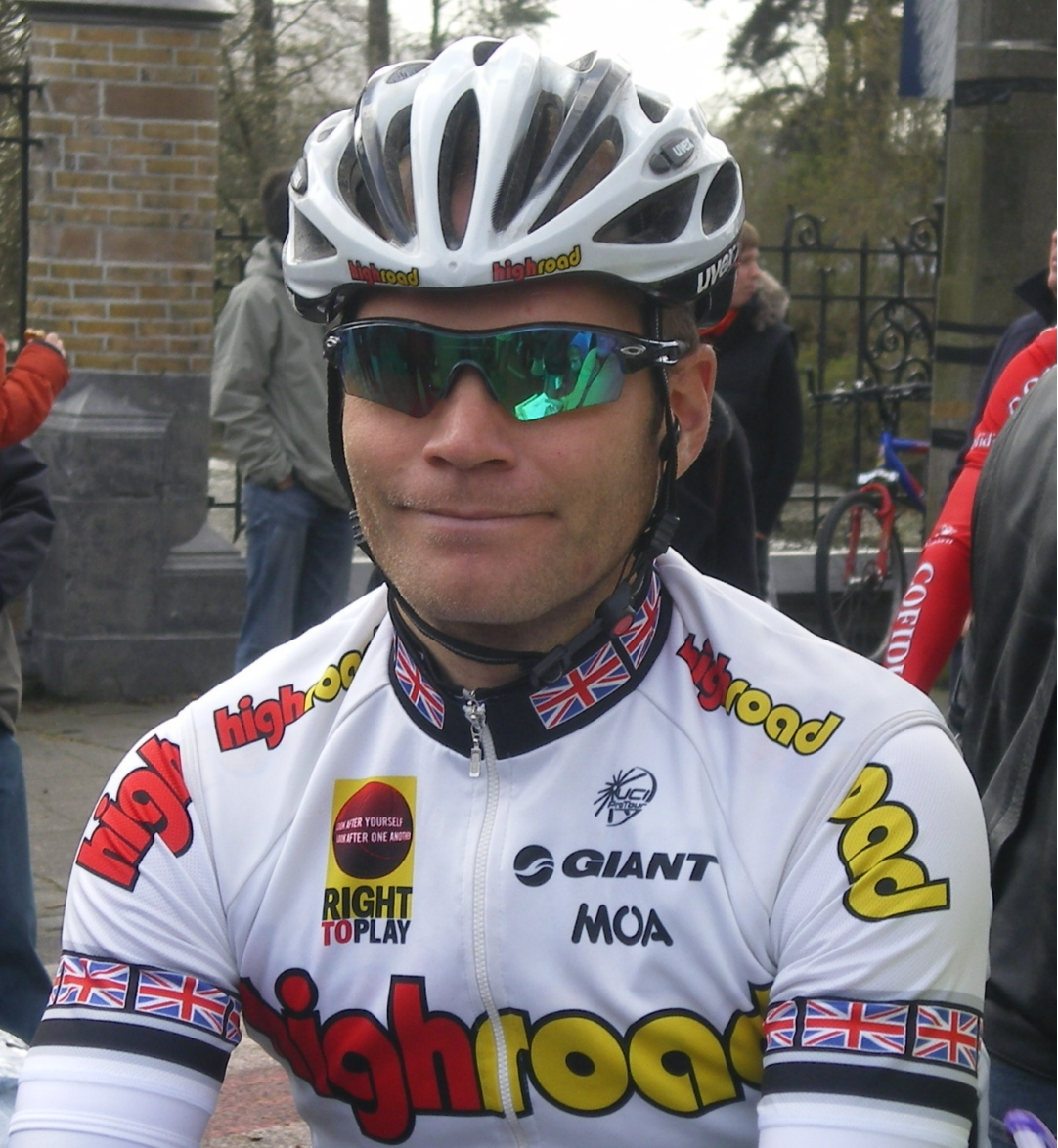
Hammond au Circuit Het Volk en mars

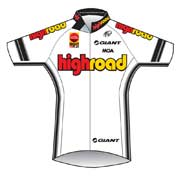
Maillot de l'équipe Team High Road

En 2008, l'équipe poursuit le renouvellement de l'effectif entamé en 2007 avec dix coureurs recrutés. La majorité d'entre eux sont de jeunes espoirs, le cadet étant le Norvégien Edvald Boasson Hagen âgé de 20 ans. L'expérimenté George Hincapie arrive en provenance de Discovery Channel. L'effectif poursuit également son internationalisation : alors que les Allemands en formaient la majorité deux ans auparavant (16 sur 30), ils n'en représentent qu'à peine plus du quart (8 sur 29). En outre, l'équipe déplace son siège de Bonn à San Luis Obispo en Californie et dès lors n'est plus enregistrée auprès de l'UCI en tant qu'équipe allemande mais américaine, tout en se définissant comme une formation internationale. Elle conserve néanmoins sa base logistique à Bonn.
En devenant champion de Grande-Bretagne de cyclo-cross pour la quatrième fois, Roger Hammond est le premier coureur à remporter une course sous le maillot de High Road. Cette tunique n'arbore plus le magenta de T-Mobile. Elle est noire en début de saison puis devient blanche en février, avec au centre le logo de High Road en lettres rouges et jaunes.
Malgré la jeunesse de ses coureurs, High Road maintient en début de saison le statut de l'équipe T-Mobile avec six victoires dès le mois de janvier en Australie : Adam Hansen remporte le titre national contre-la-montre, et André Greipel domine la première épreuve ProTour de l'année, le Tour Down Under, ce qui lui permet de porter le maillot blanc de leader du ProTour jusqu'en avril. Le mois de mars est plus terne, marqué par les blessures de nombreux coureurs dont plusieurs leaders. Marcus Burghardt est contraint de renoncer au classiques de printemps en raison d'une tendinite au genou, Linus Gerdemann chute et se blesse sur Tirreno-Adriatico alors qu'il semble en mesure de remporter l'épreuve et Michael Rogers se voit détecter un virus d'Epstein-Barr qui le maintient hors-compétition pour deux mois.
À l'image de l'équipe Astana, High Road subit les conséquences des affaires de dopage dans lesquelles ont été impliqués plusieurs de ses coureurs durant les deux saisons précédentes. Non-sélectionnée pour les épreuves organisées par RCS Sport, elle reçoit finalement une invitation quelques semaines plus tard. Alors que l'équipe était dans l'attente d'une invitation pour le Tour d'Espagne, elle a préféré d'elle-même se mettre à l'écart pour participer à la place à d'autres courses (Tour de Grande-Bretagne, Tour d'Irlande et Tour du Missouri).
Le Team Columbia est l'une des équipes les plus en vue du Tour de France 2008, avec cinq victoires d'étapes (4 de Mark Cavendish et une de Marcus Burghardt), le maillot vert puis le jaune sur les épaules de Kim Kirchen et le maillot blanc sur celles de Thomas Lövkvist.

### Team Columbia-HTC: Juin 2009 - 2011
Le 29 juin 2009, HTC annonce un partenariat de trois ans, qui débute lors du Tour de France 2009. L'équipe s'appelle désormais "Team Columbia-HTC". Ce changement de nom concerne également l'équipe féminine.
Début août 2011, Bob Stapleton annonce ne pas avoir trouvé de sponsor à la suite du retrait de HTC, ce qui signifie la fin de l'équipe masculine (l'équipe féminine est quant à elle reprise par Kristy Scrymgeour).

## Palmarès et statistiques

### Classements UCI

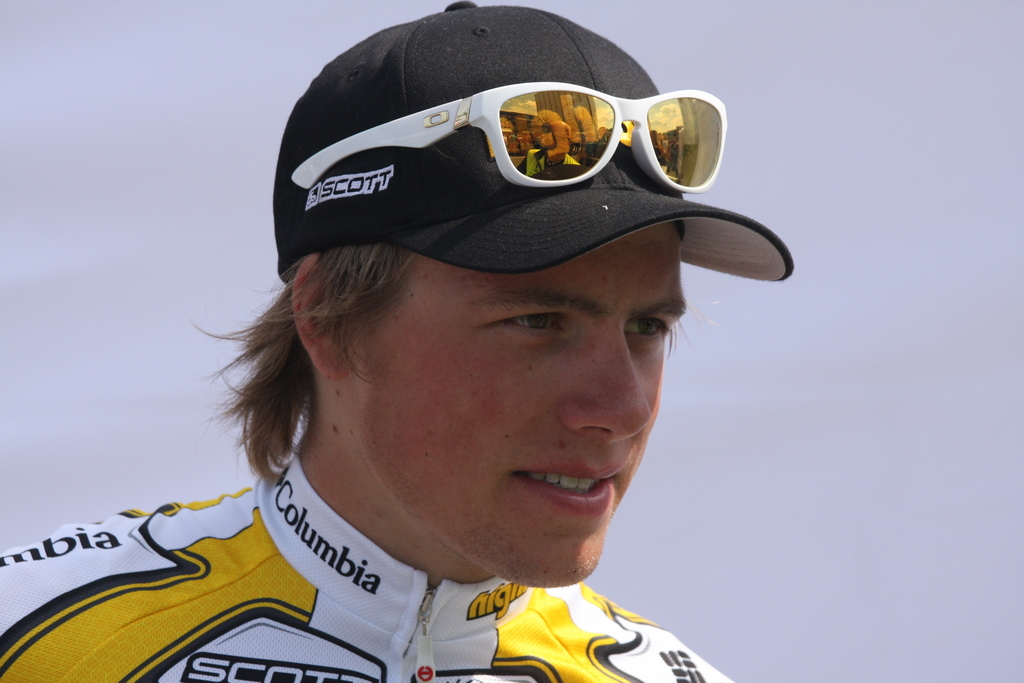
Edvald Boasson Hagen en 2009

En 2008, l'équipe Columbia et ses coureurs sont classés dans le classement ProTour.
| Saison | Classement par équipes | Meilleur coureur au classement individuel |
| ------ | ---------------------- | ----------------------------------------- |
| 2008   | 9e                     | André Greipel (5e)                        |

En 2009, le ProTour est remplacé par le Calendrier mondial UCI.
| Saison | Classement par équipes | Meilleur coureur au classement individuel |
| ------ | ---------------------- | ----------------------------------------- |
| 2009   | 3e                     | Edvald Boasson Hagen (7e)                 |
| 2010   | 6e                     | André Greipel (20e)                       |

En 2011, le Classement mondial UCI devient l'UCI World Tour.
| Saison | Classement par équipes | Meilleur coureur au classement individuel |
| ------ | ---------------------- | ----------------------------------------- |
| 2011   | 4e                     | Tony Martin (6e)                          |

### Principales victoires

#### Classiques et courses par étapes (hors Grands Tours)

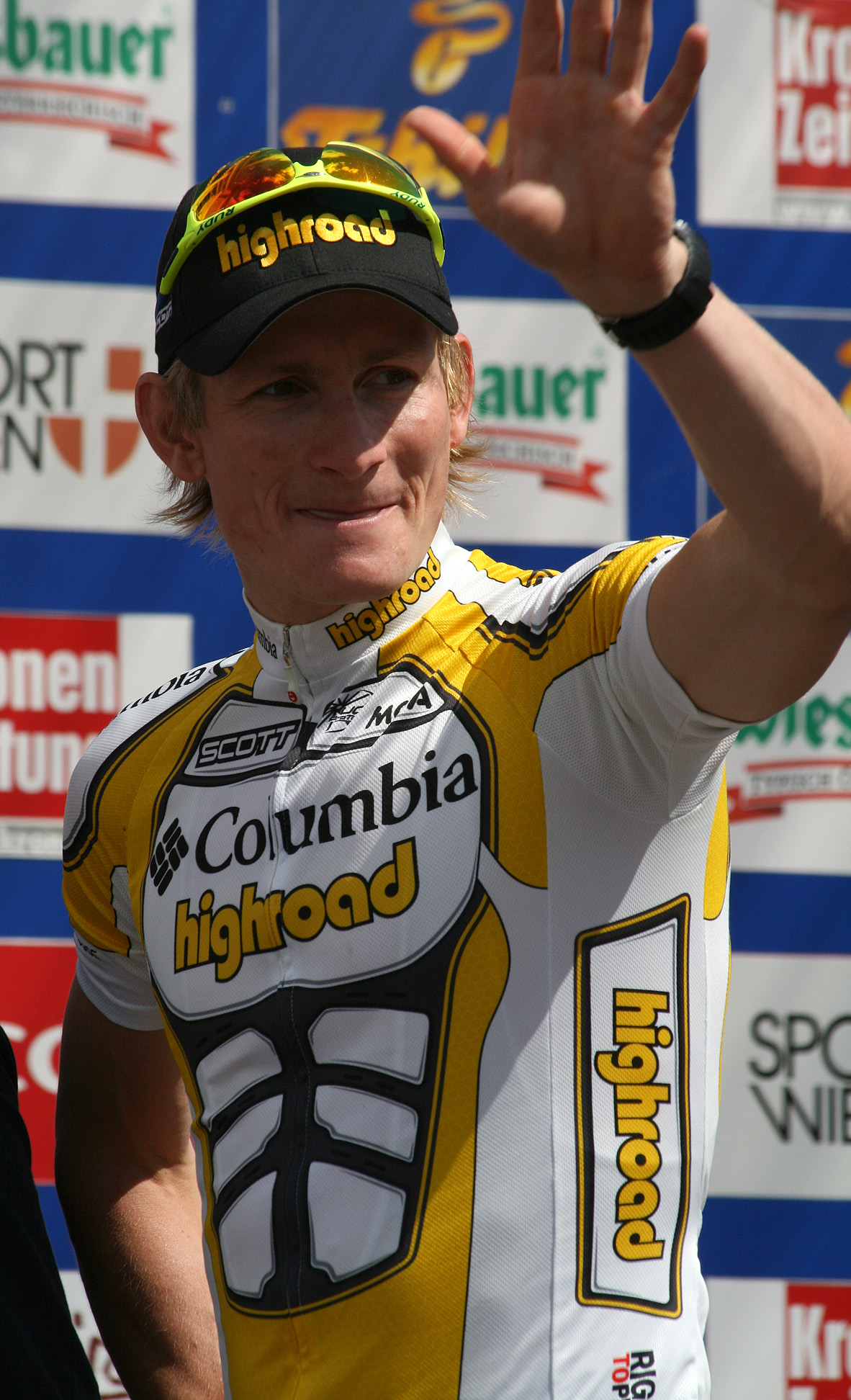
André Greipel lors du Tour d'Autriche 2009

L'équipe Columbia a remporté 85 courses en 2008 et 85 en 2009, ce qui en fait l'équipe ProTour ayant acquis le plus de succès lors de chacun de ces deux saisons. Ce tableau liste les victoires majeures de l'équipe.
| Date       | Course               | Pays               | Classe | Vainqueur            |
| ---------- | -------------------- | ------------------ | ------ | -------------------- |
| 27/01/2008 | Tour Down Under      | Australie          | PT     | André Greipel        |
| 06/09/2008 | Tour d'Allemagne     | Allemagne          | PT     | Linus Gerdemann      |
| 23/04/2008 | Flèche wallonne      | Belgique           | 1.HC   | Kim Kirchen          |
| 21/03/2009 | Milan-San Remo       | Italie             | HIS    | Mark Cavendish       |
| 08/04/2009 | Gand-Wevelgem        | Belgique           | PT     | Edvald Boasson Hagen |
| 25/08/2009 | Eneco Tour           | Belgique, Pays-Bas | PT     | Edvald Boasson Hagen |
| 24/01/2010 | Tour Down Under      | Australie          | PT     | André Greipel        |
| 28/03/2010 | Gand-Wevelgem        | Belgique           | PT     | Bernhard Eisel       |
| 22/08/2010 | Grand Prix de Plouay | France             | PT     | Matthew Goss         |
| 24/08/2010 | Eneco Tour           | Belgique, Pays-Bas | PT     | Tony Martin          |
| 13/03/2011 | Paris-Nice           | France             | WT     | Tony Martin          |
| 19/03/2011 | Milan-San Remo       | Italie             | WT     | Matthew Goss         |
| 09/10/2011 | Tour de Pékin        | Chine              | WT     | Tony Martin          |

#### Grands Tours
En quatre saisons, l'équipe Columbia a participé à onze grands tours. Elle n'était pas présente au Tour d'Espagne 2008, privilégiant d'autres courses durant cette période. Elle a remporté 50 étapes, la majorité lors de sprints massifs. 30 d'entre elles ont été acquises par Mark Cavendish, six par André Greipel. La meilleure place d'un coureur de Columbia au classement général d'un grand tour est la troisième place de Peter Velits au Tour d'Espagne 2010. André Greipel et Mark Cavendish ont remporté le classement par points du Tour d'Espagne en 2009 et 2010. En 2011, Cavendish s'adjuge le classement par points du Tour de France pour la première fois.
- Tour de France :
  - 4 participations (2008, 2009, 2010, 2011)
  - 23 victoires d'étapes :
    - 6 en 2008 : Mark Cavendish (4), Kim Kirchen, Marcus Burghardt
    - 6 en 2009 : Mark Cavendish
    - 5 en 2010 : Mark Cavendish
    - 6 en 2011 : Mark Cavendish (5) et Tony Martin

  - Classements annexes : 1
    - Classement par points : 2011 (Mark Cavendish)

- Tour d'Italie
  - 4 participations (2008, 2009, 2010, 2011)
  - 15 victoires d'étapes :
    - 4 en 2008 : Mark Cavendish (2), André Greipel, Marco Pinotti
    - 6 en 2009 : Mark Cavendish (3), Kanstantsin Siutsou, Edvald Boasson Hagen, contre-la-montre par équipes
    - 2 en 2010 : Matthew Goss, André Greipel
    - 3 en 2011 : Mark Cavendish (2), contre-la-montre par équipes

- Tour d'Espagne
  - 3 participations (2009, 2010, 2011)
  - 12 victoires d'étapes :
    - 5 en 2009 : André Greipel (4), Gregory Henderson
    - 5 en 2010 : Mark Cavendish (3), Peter Velits, contre-la-montre par équipes
    - 2 en 2011 : Tony Martin et Michael Albasini

  - Classements annexes : 2
    - Classement par points : 2009 (Mark Cavendish) et 2010 (André Greipel)

#### Championnats nationaux
- Championnats d'Allemagne sur route : 5
  - Contre-la-montre : 2007, 2008, 2009 et 2011 (Bert Grabsch) et 2010 (Tony Martin)
- Championnats d'Australie sur route : 2
  - Contre-la-montre : 2008 (Adam Hansen) et 2009 (Michael Rogers)
- Championnats de Belgique sur route : 1
  - Contre-la-montre : 2009 (Maxime Monfort)
- Championnats de Biélorussie sur route : 1
  - Contre-la-montre : 2011 (Kanstantsin Siutsou)
- Championnats des États-Unis sur route : 1
  - Course en ligne : 2009 (George Hincapie)
- Championnats d'Irlande sur route : 2
  - Course en ligne : 2011 (Matthew Brammeier)
  - Contre-la-montre : 2011 (Matthew Brammeier)
- Championnats d'Italie sur route : 3
  - Contre-la-montre : 2008, 2009 et 2010(Marco Pinotti)
- Championnats de Lettonie sur route : 2
  - Course en ligne : 2010 (Aleksejs Saramotins)
  - Contre-la-montre : 2011 (Gatis Smukulis)
- Championnats du Luxembourg sur route : 2
  - Contre-la-montre : 2008, 2009 (Kim Kirchen)
- Championnats de Norvège sur route : 2
  - Contre-la-montre : 2008, 2009 (Edvald Boasson Hagen)
- Championnats de Nouvelle-Zélande sur route : 1
  - Course en ligne : 2011 (Hayden Roulston)
- Championnats de République tchèque sur route : 2
  - Contre-la-montre : 2008 et 2010 (František Raboň)
- Championnats de Slovaquie sur route : 1
  - Contre-la-montre : 2010 (Martin Velits)
- Championnats de Grande-Bretagne sur piste : 1
  - Américaine : 2008 (Mark Cavendish)
- Championnat de Grande-Bretagne de cyclo-cross : 1
  - Elite : 2008 (Roger Hammond)

## HTC-Highroad en 2011

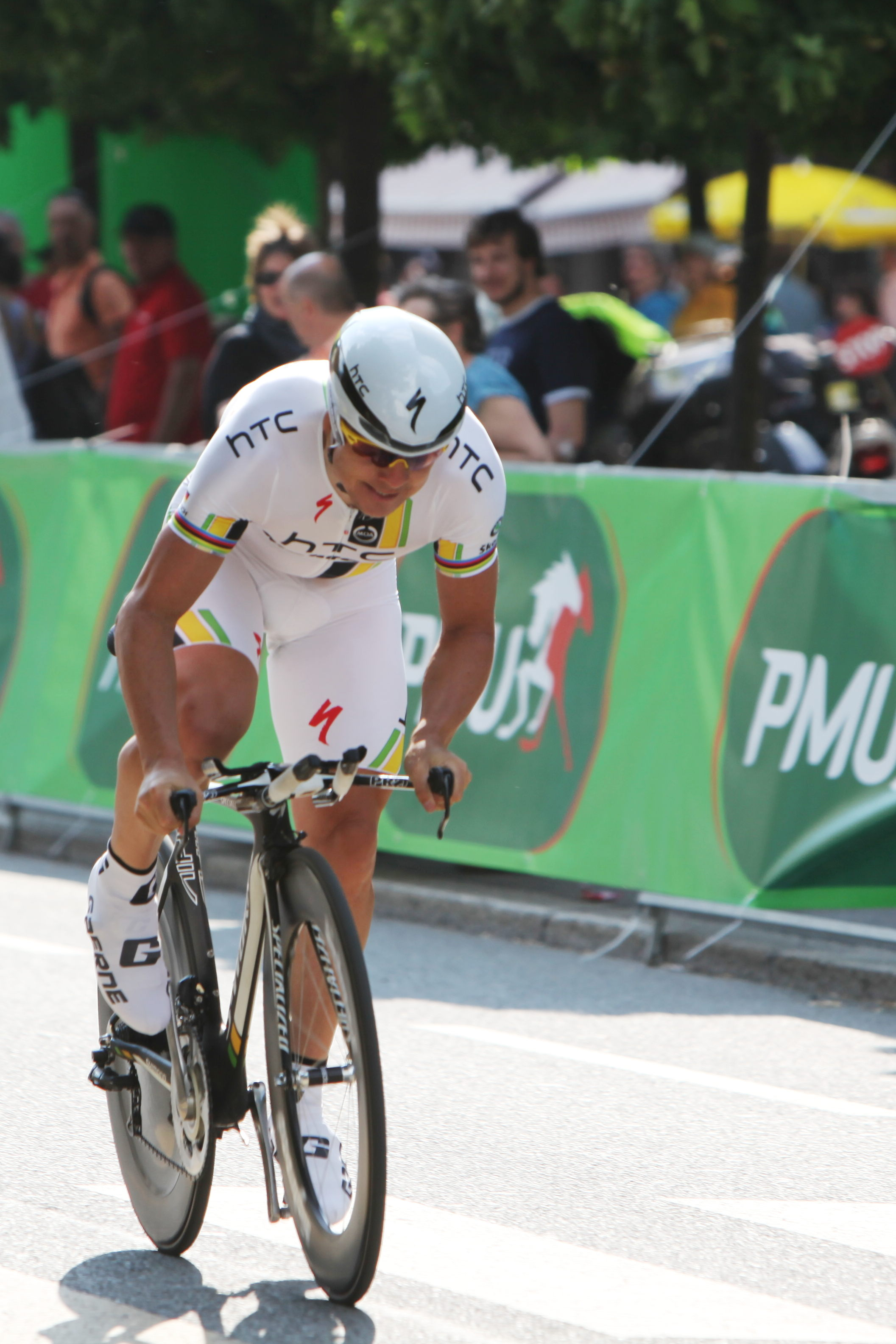
Bert Grabsch au prologue du Tour de Romandie 2011

### Effectif
L'effectif de l'équipe HTC-Highroad pendant la saison 2011 est composé de 25 coureurs représentant quinze nationalités différentes. Figurent en effet dans l'effectif quatre Allemands, quatre Américains, trois Australiens, deux Danois, deux Slovaques, un Autrichien, un Belge, un Biélorusse, un Britannique, un Irlandais, un Italien, un Letton, un Néo-Zélandais, un Suisse et un Tchèque. En cours de saison, deux stagiaires (un Australien et un Néo-Zélandais) rejoignent l'équipe.
| Coureur             | Date de naissance | Nationalité      | Équipe 2010        | Équipe 2012             |
| ------------------- | ----------------- | ---------------- | ------------------ | ----------------------- |
| Michael Albasini    | 20 décembre 1980  | Suisse           | HTC-Columbia       | GreenEDGE               |
| Lars Bak            | 16 janvier 1980   | Danemark         | HTC-Columbia       | Lotto-Belisol           |
| Matthew Brammeier   | 7 juin 1985       | Irlande          | An Post-Sean Kelly | Omega Pharma-Quick Step |
| Mark Cavendish      | 21 mai 1985       | Royaume-Uni      | HTC-Columbia       | Sky                     |
| John Degenkolb      | 7 janvier 1989    | Allemagne        | Thüringer Energie  | Project 1t4i            |
| Bernhard Eisel      | 17 février 1981   | Autriche         | HTC-Columbia       | Sky                     |
| Caleb Fairly        | 19 février 1987   | États-Unis       | Holowesko Partners | SpiderTech-C10          |
| Jan Ghyselinck      | 24 février 1988   | Belgique         | HTC-Columbia       | Cofidis                 |
| Matthew Goss        | 5 novembre 1986   | Australie        | HTC-Columbia       | GreenEDGE               |
| Bert Grabsch        | 19 juin 1975      | Allemagne        | HTC-Columbia       | Omega Pharma-Quick Step |
| Patrick Gretsch     | 7 avril 1987      | Allemagne        | HTC-Columbia       | Project 1t4i            |
| Leigh Howard        | 18 octobre 1989   | Australie        | HTC-Columbia       | GreenEDGE               |
| Craig Lewis         | 1er octobre 1985  | États-Unis       | HTC-Columbia       | Champion System         |
| Tony Martin         | 23 avril 1985     | Allemagne        | HTC-Columbia       | Omega Pharma-Quick Step |
| Danny Pate          | 24 mars 1979      | États-Unis       | Garmin-Transitions | Sky                     |
| Marco Pinotti       | 25 février 1976   | Italie           | HTC-Columbia       | BMC Racing              |
| František Raboň     | 26 septembre 1983 | Tchéquie         | HTC-Columbia       | Omega Pharma-Quick Step |
| Alex Rasmussen      | 9 juin 1984       | Danemark         | Saxo Bank          | Garmin-Barracuda        |
| Mark Renshaw        | 22 octobre 1982   | Australie        | HTC-Columbia       | Rabobank                |
| Hayden Roulston     | 10 janvier 1981   | Nouvelle-Zélande | HTC-Columbia       | RadioShack-Nissan       |
| Kanstantsin Siutsou | 9 août 1982       | Biélorussie      | HTC-Columbia       | Sky                     |
| Gatis Smukulis      | 15 avril 1987     | Lettonie         | AG2R La Mondiale   | Katusha                 |
| Tejay van Garderen  | 12 août 1988      | États-Unis       | HTC-Columbia       | BMC Racing              |
| Peter Velits        | 21 février 1985   | Slovaquie        | HTC-Columbia       | Omega Pharma-Quick Step |
| Martin Velits       | 21 février 1985   | Slovaquie        | HTC-Columbia       | Omega Pharma-Quick Step |
| Stagiaire           | Date de naissance | Nationalité      | Équipe 2011        | Équipe 2012             |
| Zakkari Dempster    | 27 septembre 1987 | Nouvelle-Zélande | Rapha Condor-Sharp | Endura Racing           |
| Lachlan Norris      | 21 janvier 1987   | Australie        | Drapac             | Drapac                  |

### Victoires
| Date       | Course                                           | Pays             | Classe | Vainqueur           |
| ---------- | ------------------------------------------------ | ---------------- | ------ | ------------------- |
| 09/01/2011 | Championnat de Nouvelle-Zélande sur route        | Nouvelle-Zélande | CN     | Hayden Roulston     |
| 18/01/2011 | 1re étape du Tour Down Under                     | Australie        | WT     | Matthew Goss        |
| 10/02/2011 | 4e étape du Tour du Qatar                        | Qatar            | 2.1    | Mark Renshaw        |
| 11/02/2011 | Classement général du Tour du Qatar              | Qatar            | 2.1    | Mark Renshaw        |
| 16/02/2011 | 2e étape du Tour d'Oman                          | Oman             | 2.1    | Matthew Goss        |
| 17/02/2011 | 2e étape du Tour de l'Algarve                    | Portugal         | 2.1    | John Degenkolb      |
| 20/02/2011 | 6e étape du Tour d'Oman                          | Oman             | 2.1    | Mark Cavendish      |
| 20/02/2011 | 5e étape du Tour de l'Algarve                    | Portugal         | 2.1    | Tony Martin         |
| 20/02/2011 | Classement général du Tour de l'Algarve          | Portugal         | 2.1    | Tony Martin         |
| 05/03/2011 | 1re étape des Trois Jours de Flandre-Occidentale | Belgique         | 2.1    | John Degenkolb      |
| 08/03/2011 | 3e étape de Paris-Nice                           | France           | WT     | Matthew Goss        |
| 11/03/2011 | 6e étape de Paris-Nice                           | France           | WT     | Tony Martin         |
| 13/03/2011 | Classement général de Paris-Nice                 | France           | WT     | Tony Martin         |
| 19/03/2011 | Milan-San Remo                                   | Italie           | WT     | Matthew Goss        |
| 21/03/2011 | 1re étape du Tour de Catalogne                   | Espagne          | WT     | Gatis Smukulis      |
| 06/04/2011 | Grand Prix de l'Escaut                           | Belgique         | 1.HC   | Mark Cavendish      |
| 09/04/2011 | 6e étape du Tour du Pays basque                  | Espagne          | WT     | Tony Martin         |
| 01/05/2011 | Grand Prix de Francfort                          | Allemagne        | 1.HC   | John Degenkolb      |
| 07/05/2011 | 1re étape du Tour d'Italie                       | Italie           | WT     | HTC-Highroad        |
| 17/05/2011 | 10e étape du Tour d'Italie                       | Italie           | WT     | Mark Cavendish      |
| 19/05/2011 | 12e étape du Tour d'Italie                       | Italie           | WT     | Mark Cavendish      |
| 22/05/2011 | 8e étape du Tour de Californie                   | États-Unis       | 2.HC   | Matthew Goss        |
| 26/05/2011 | 2e étape du Tour de Bavière                      | Allemagne        | 2.HC   | John Degenkolb      |
| 27/05/2011 | 3e étape du Tour de Bavière                      | Allemagne        | 2.HC   | Michael Albasini    |
| 05/06/2011 | TD Bank International Cycling Championship       | États-Unis       | 1.HC   | Alex Rasmussen      |
| 05/06/2011 | Grand Prix du canton d'Argovie                   | Suisse           | 1.HC   | Michael Albasini    |
| 07/06/2011 | 2e étape du Critérium du Dauphiné                | France           | WT     | John Degenkolb      |
| 08/06/2011 | 3e étape du Critérium du Dauphiné                | France           | WT     | Tony Martin         |
| 09/06/2011 | 4e étape du Critérium du Dauphiné                | France           | WT     | John Degenkolb      |
| 15/06/2011 | Prologue du Ster ZLM Toer                        | Pays-Bas         | 2.1    | Patrick Gretsch     |
| 19/06/2011 | 5e étape du Ster ZLM Toer                        | Pays-Bas         | 2.1    | Leigh Howard        |
| 23/06/2011 | Championnat de Lettonie du contre-la-montre      | Lettonie         | CN     | Gatis Smukulis      |
| 24/06/2011 | Championnat d'Irlande du contre-la-montre        | Irlande          | CN     | Matthew Brammeier   |
| 24/06/2011 | Championnat de Biélorussie du contre-la-montre   | Biélorussie      | CN     | Kanstantsin Siutsou |
| 24/06/2011 | Championnat d'Allemagne du contre-la-montre      | Allemagne        | CN     | Bert Grabsch        |
| 26/06/2011 | Championnat d'Irlande sur route                  | Irlande          | CN     | Matthew Brammeier   |
| 06/07/2011 | 5e étape du Tour de France                       | France           | WT     | Mark Cavendish      |
| 08/07/2011 | 7e étape du Tour de France                       | France           | WT     | Mark Cavendish      |
| 09/07/2011 | 7e étape du Tour d'Autriche                      | Autriche         | 2.HC   | Bert Grabsch        |
| 13/07/2011 | 11e étape du Tour de France                      | France           | WT     | Mark Cavendish      |
| 17/07/2011 | 15e étape du Tour de France                      | France           | WT     | Mark Cavendish      |
| 23/07/2011 | 20e étape du Tour de France                      | France           | WT     | Tony Martin         |
| 24/07/2011 | 21e étape du Tour de France                      | France           | WT     | Mark Cavendish      |
| 12/08/2011 | 3e étape du Tour de l'Utah                       | États-Unis       | 2.1    | Tejay van Garderen  |
| 23/08/2011 | Prologue du Tour du Colorado                     | États-Unis       | 2.1    | Patrick Gretsch     |
| 29/08/2011 | 10e étape du Tour d'Espagne                      | Espagne          | WT     | Tony Martin         |
| 02/09/2011 | 13e étape du Tour d'Espagne                      | Espagne          | WT     | Michael Albasini    |
| 11/09/2011 | 1re étape du Tour de Grande-Bretagne             | Royaume-Uni      | 2.1    | Mark Cavendish      |
| 15/09/2011 | 5e étape du Tour de Grande-Bretagne              | Royaume-Uni      | 2.1    | Mark Renshaw        |
| 18/09/2011 | 8eb étape du Tour de Grande-Bretagne             | Royaume-Uni      | 2.1    | Mark Cavendish      |
| 05/10/2011 | 1re étape du Tour de Pékin                       | Chine            | WT     | Tony Martin         |
| 09/10/2011 | Classement général du Tour de Pékin              | Chine            | WT     | Tony Martin         |
| 16/10/2011 | Chrono des Nations-Les Herbiers-Vendée           | France           | 1.1    | Tony Martin         |

## Saisons précédentes
| - Saison 2008 - Saison 2009 | - Saison 2010 - Saison 2011 |